# Афгано-японські відносини
Афгано-японські відносини — двосторонні дипломатичні відносини між Афганістаном та Японією.

## Історія
У 1907 афганський генерал Мухаммед Аюб-хан відвідав Японію і зустрівся з адміралом Того Хейхатиро, щоб привітати його з перемогою в російсько-японській війні.
У 1931 обидві країни встановили дипломатичні відносини.
У 1971 наслідний принц Акіхіто і принцеса Мітіко відвідали Афганістан. Після введення радянських військ до Афганістану в 1979 Японія підтримала моджахедів.
З грудня 2001 Японія розпочала надання тилової підтримки силам ISAF, що беруть участь у бойових діях в Афганістані, для чого в Індійський океан був направлений загін кораблів ВМС Японії.
18 лютого 2002 Японія знову відкрила посольство в Кабулі і брала активну участь у різних видах гуманітарних операцій в Афганістані.
15 серпня 2021 уряд Японії ухвалив рішення закрити посольство в Кабулі й евакуювати дипломатичний персонал.